# آن بولين
آنّ بولين (بالنقحرة العربية : حنة بولين) (بالإنجليزية: Anne Boleyn)‏؛
ما بين عاميّ 1501 و1507 – 19 مايو 1536) هي ملكة إنجلترا والزوجة الثانية للملك هنري الثامن، ووالدة الملكة إليزابيث الأولى وماركيزة بيمبروك. كان لزواجها من هنري وإعدامها لاحقًا دورٌ في جعلها شخصية رئيسية في الاضطرابات السياسية والدينية، التي كانت بداية للإصلاح الإنجليزي. التحقت آن بولين بحاشية الملكة كاثرين أراغون الزوجة الأولى للملك هنري الثامن.
منذ عام 1525 عشق هنري الثامن آن، وبدأ سعيه لإغوائها. لكن آن قاومت محاولات الملك لذلك، ورفضت أن تصبح عشيقته، كما كانت شقيقتها الأكبر سنًا ماري. وسرعان ما أصبح هذا الهاجس الأول في حياة الملك، ورغب في فسخ زواجه من الملكة كاثرين، حتى يتمكن من الزواج بآن. وعندما وجَدَ أنه من المستبعد أن يفسخ البابا كليمنت السابع هذا الزواج، بدأ في تحدي سلطة الكنيسة الكاثوليكية في إنجلترا.
بعد ذلك، أقال هنري الثامن كبير مستشاريه توماس وولسي رئيس أساقفة يورك، بتحريض من آن بولين،(1) ثم عيَّن توماس كرانمر - الذي كان على علاقة بعائلة بولين - رئيسًا لأساقفة كانتربري. تزوج هنري الثامن وآن في 25 يناير 1533، وفي 23 مايو 1533 أعلن كرانمر زواج هنري وكاثرين لاغيًا وباطلاً. وبعد خمسة أيام، أعلن كرانمر زواج هنري وآن بأنه جائز. بعد فترة وجيزة، أصدر البابا أحكامًا بالحرمان ضد هنري ورئيس الأساقفة. ونتيجة لهذا الزواج وهذا التجريم وقع أول شقاق بين كنيستي إنجلترا وروما، حيث أصبحت كنيسة إنجلترا تحت سيطرة الملك وحده.
توّجت آن ملكة لإنجلترا في أول يونيو 1533، وفي 7 سبتمبر 1533 ولدت ابنتها إليزابيث التي حكمت إنجلترا في وقت لاحق. استاء هنري من فشلها في ولادة وريث ذكر، وبعد أن تعرضت آن للإجهاض ثلاث مرات، وبحلول مارس 1536، بدأ هنري في التطلع إلى الزواج من جين سيمور. وفي أبريل 1536، أمر هنري بالتحقيق مع آن بتهمة الخيانة العظمى. وفي 2 مايو 1536، ألقي القبض عليها، وأرسلت إلى برج لندن، حيث جرت محاكمتها وأدينت في 15 مايو، وقطع رأسها في 19 مايو.
يرى المؤرخون المعاصرون أن التهم الموجهة ضدها - والتي تضمنت الزنا وزنا المحارم - غير مقنعة. وبعد تتويج ابنتها إليزابيث ملكة، اعتبرت آن شهيدة وبطلة من أبطال الإصلاح الإنجليزي، وخُلدت ذكراها من خلال أعمال جون فوكس. وبعد قرون، ما زالت آن بولين ملهمة لكثير من الأعمال الفنية والثقافية. لذا، احتفظت آن بمكانة في الثقافة الشعبية، فهي تعد «أكثر الملكات القرينات نفوذًا وأهمية في التاريخ الإنجليزي»، وذلك نظرًا إلى أنها أوجدت السبب لهنري الثامن لطلاق كاثرين الأراغونية وإعلان الاستقلال الديني عن روما.

## نشأتها

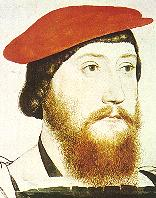
توماس بولين، والد آن.

كانت آن ابنة للسير توماس بولين - إيرل ويلتشير وأرموند -، وزوجته السيدة إليزابيث هوارد ابنة توماس هوارد دوق نورفولك. كان والدها توماس دبلوماسيًا ذا شأن يجيد عدة لغات، كما كان أيضًا من المقربين من الملك هنري السابع، الذي أرسله في العديد من البعثات الدبلوماسية إلى الخارج. نشأت آن وإخوتها في قلعة هيفر في كنت. ولقلة السجلات في تلك الفترة، فمن المستحيل تحديد تاريخ ميلاد آن، إلا أن التاريخ الأكثر احتمالاً لتاريخ ولادتها هو أنه كان في وقت ما بين عامي 1501 و1507. وكما هو الحال مع آن، فإنه ليس معروفًا على وجه اليقين متى ولد شقيقاها، ولكن من الواضح أن شقيقتها ماري كانت أكبر سنًا منها. يتفق معظم المؤرخين الآن على أن ماري ولدت عام 1499، وقد ادعى حفيد ماري أنه الأحق بلقب إيرل أرموند في عام 1596، على أساس أن جدته ماري كانت الابنة الكبرى، وهو ما قبلته الملكة إليزابيث الأولى. أما شقيقهما جورج فقد ولد حوالى عام 1504.

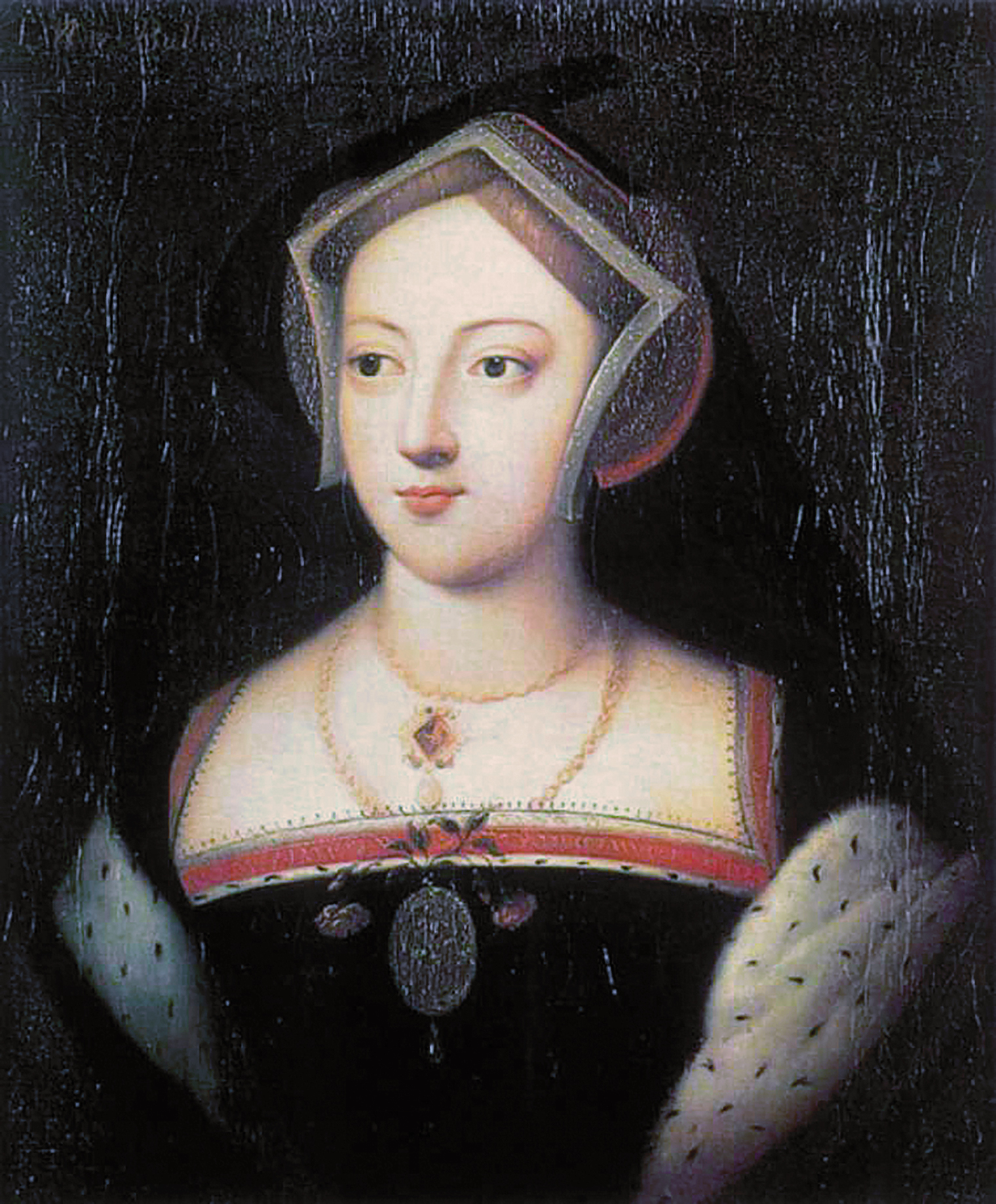
ماري بولين شقيقة آن الكبرى.

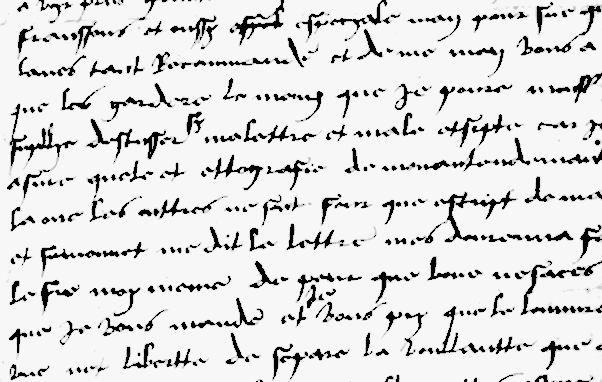
رسالة بخط يد آن بولين.

تنتمي آن لأسرة أرستقراطية من نورفولك، وقد كان جيفري بولين أحد أجدادها تاجرًا للصوف والأقمشة، قبل أن يصبح عمدة مدينة لندن. وفي وقت ميلاد آن، كانت عائلة بولين تعتبر واحدة من أكثر العائلات الارستقراطية الإنجليزية احترامًا، كما أن عائلة والدتها «هوارد»، تعود جذورها إلى الملك إدوارد الأول. ووفقًا لإيريك آيفس، فقد كانت آن بولين بالتأكيد أكثر نبلاً من حيث جذورها من جين سيمور أو كاثرين هوارد أو كاترين بار، زوجات هنري الثامن اللاحقات.
خلال عمل والد آن - توماس بولين - في السلك الدبلوماسي أثناء حكم هنري الثامن في أوروبا حظيَ بإعجاب الكثيرين، بما في ذلك الأرشيدوقة مارغريت ابنة ماكسيميليان الأول الإمبراطور الروماني المقدس. وفي تلك الفترة، كانت مارغريت تحكم هولندا بالنيابة عن والدها، وأعجبت ببولين، حتى أنها عرضت عليه أن تستضيف ابنته آن في بيتها. في العادة، ينبغى على الفتاة أن تصل إلى سن الثانية عشر كي تحظى بمثل هذا الشرف، ولكنها ربما كانت أصغر سنًا من ذلك، حيث كانت الأرشيدوقة تخاطبها بمودة بـ «بولين الصغيرة». تركت آن انطباعًا جيدًا في هولندا بسبب سلوكا ومثابرتها، كما وصفتها مارغريت بأنها متحدثة جيدة ولطيفة برغم صغر سنها، وقالت للسير توماس بولين أن ابنته كانت: «حسنة المظهر ولطيفة، برغم عمرها الصغير، وأنا مدينة لك لإرسالها لي أكثر من تواجدك عندي». بقيت آن مع مارغريت من ربيع عام 1513، وحتى رتب لها والدها لحضور حفل زفاف أخت هنري الثامن ماري تيودور التي تزوجت من لويس الثاني عشر ملك فرنسا في أكتوبر 1514 في فرنسا.
وفي فرنسا، أصبحت آن وصيفة للملكة ماري، ومن ثم للملكة كلود، وبقيت معها لسبع سنوات تقريبًا. وفي مقر الملكة، أكملت آن دراستها للغة الفرنسية، وطورت اهتمامها بالأزياء والفلسفة الدينية، كما اكتسبت معلومات حول الثقافة الفرنسية والإتيكيت. وخلال وجودها في البلاط الفرنسي، تعرفت على مارغريت دي نافاري شقيقة الملك فرانسوا الأول التي كانت من مناصري الإنسانية والإصلاح، والتي تأثرت آن بولين بفكرها الإصلاحي. كانت آن بولين أيضًا ماهرة في الرقص.
كان لآن سحرها القوي على أولئك الذين التقوا بها، وإن اختلفت وجهات النظر حول جاذبيتها. وقد وصفها الكاتب البندقي مارينو سانوتو، الذي رآها عندما التقى هنري الثامن مع فرانسوا الأول ملك فرنسا في كاليه في أكتوبر 1532، بأنها: «ليست واحدة من أكثر النساء جمالاً في العالم، طولها معتدل، داكنة البشرة، طويلة العنق، واسعة الفم، ثديها غير مرتفع كثيرًا... عيونها سوداء وجميلة». كما كتب سيمون جرينييه إلى مارتن بوسر في سبتمبر 1531، عنها أنها «شابة حسنة المظهر، ولها بشرة داكنة بعض الشيء». ووصفها لانسلوت دي كارليس بأنها «جميلة وأنيقة»، بينما وصفها آخر من البندقية في باريس عام 1528 بأنه يُقال أنها جميلة. أما الوصف الأكثر شهرة، ولكنه أيضًا الأقل موثوقية، فقد كتبه الداعية الكاثوليكي والمجادل نيكولاس ساندرز عام 1586، بعد نصف قرن من وفاتها: «آن بولين كانت طويلة القامة، مع شعر أسود، ووجه بيضاوي وبشرة شاحبة، كما لو كانت مضطربة. كان لديها سن في غير مكانه تحت الشفة العليا، وفي يدها اليمنى ستة أصابع (يُؤكد المؤرخون الآن خطأ ذلك). كان هناك بروز كبير تحت ذقنها، ولتخفي قبحها كانت ترتدي لباسًا مرتفعًا يُغطي حلقها... كانت بهية الطلة، مع فم جميل». حمّل ساندرز آن مسؤولية حرمان الكنيسة الكاثوليكية لهنري الثامن كنسيًا، وكانت كتاباته التي كتبها بعد وفاتها بخمسين عامًا حريصة على تشويه صورتها. ساهم ساندرز أيضًا في نشر السيرة التي أطلق عليها كاتبها إريك آيفيس «آن بولين: الوحش الأسطورة». وبالرغم من أن ذلك الوصف كان وهميًا، إلا أنه شكّل الأساس الذي اعتُمدَ عليه في وصف مظهر آن، حتى في بعض الكتب الحديثة. جعلت تجربة آن في فرنسا منها مسيحية متدينة محبة بشدة لمريم العذراء. وقد أنهت آن بولين تعليمها في أوروبا عام 1521، عندما استدعاها والدها إلى إنجلترا، فأبحرت من كاليه في يناير 1522.

## في بلاط هنري الثامن

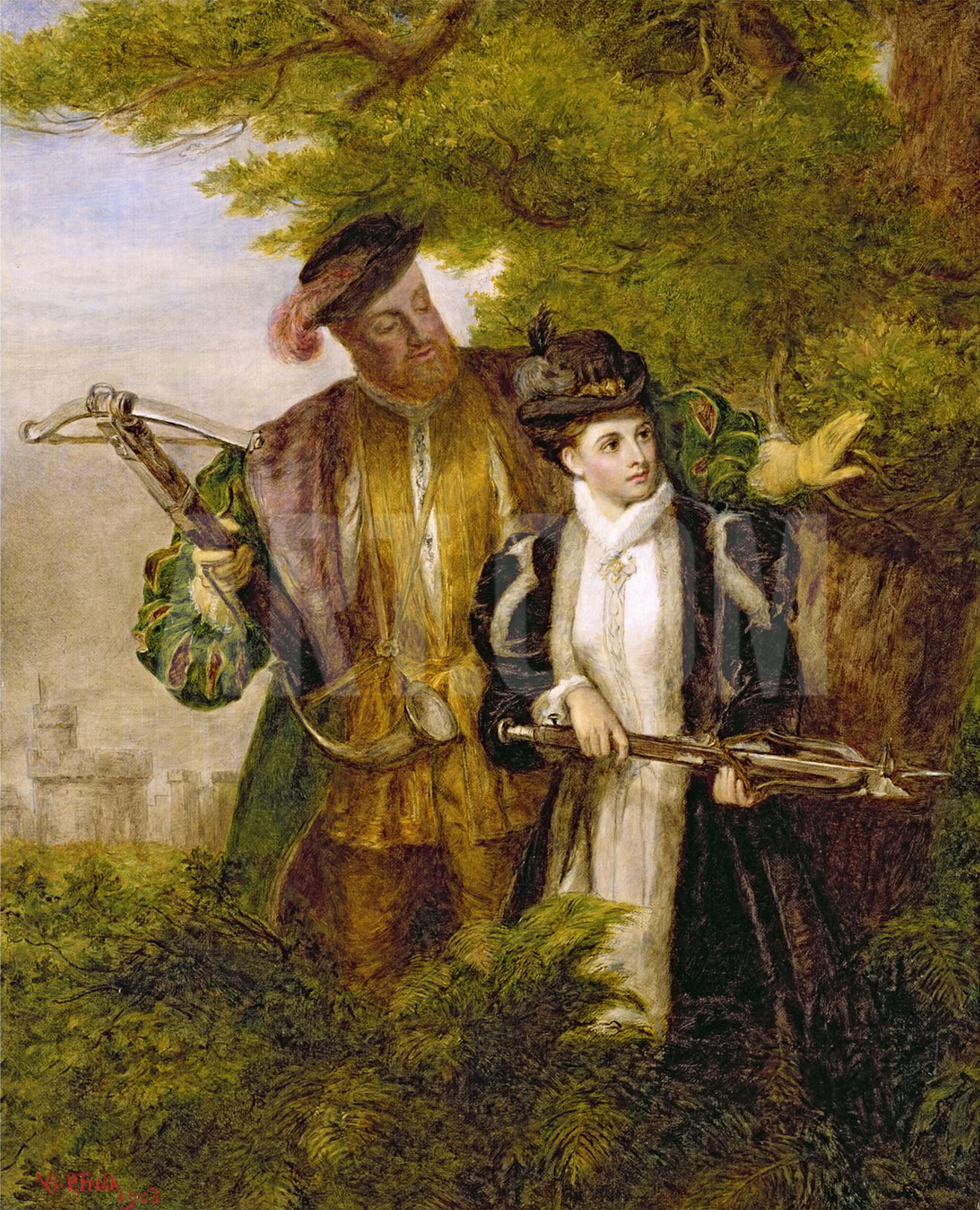
تعود اللوحة إلى بداية القرن العشرين، وتظهر آن بولين وهي تصطاد أيائلاً برفقة الملك.

كان من المقرر عند عودة آن، أن تتزوج من ابن عمها جيمس بتلر، وهو شاب يكبرها بعدة سنوات يعيش في البلاط الإنجليزي، وفق اتفاق لتسوية نزاع على ملكيات وعقارات لإيرل أرموند. توفي توماس بتلر في عام 1515، تاركًا بناته مارغريت بولين وآن سانت ليجيه، كشركاء في الميراث. وفي [وضح من هو المقصود ؟]، اعترض ابن عم بعيد النسب يسمى السير بيرس بتلر على الوصية، وطالب بلقب الإيرل لنفسه. بينما كان السير توماس بولين الابن البكر لأكبر بناته يرى أن الأحق باللقب وطلب الدعم من نسيبه دوق نورفولك، الذي تحدث إلى الملك هنري حول هذه المسألة. خشي هنري من أن يتحول النزاع إلى حرب أهلية في أيرلندا، وسعى إلى حل المسألة عن طريق ترتيب زواج بين نجل بيرس، جيمس وآن بولين، ليبقى اللقب لهما حلاً للنزاع. باءت الخطة بالفشل، ربما لأن السير توماس كان يأمل في زواج أفضل لابنته. أيا كان السبب، فإن مفاوضات الزواج وصلت إلى طريق مسدود. وفي وقت لاحق، تزوج جيمس بتلر من الليدي جوان فيتزجيرالد، ابنة ووريثة جيمس فيتزجيرالد الإيرل العاشر لديزموند وآمي أوبراين.
كانت ماري بولين الشقيقة الكبرى لآن، قد تم استدعاءها في وقت سابق من فرنسا في نهاية عام 1519، لما أشيع من أنها كانت على علاقة مع الملك الفرنسي وحاشيته. ثم تزوجت لاحقًا في فبراير 1520 من ويليام كاري أحد النبلاء قليلي الشأن في غرينتش، بحضور هنري الثامن، وبعد فترة وجيزة أصبحت ماري بولين عشيقة للملك الإنجليزي. اختلف المؤرخون حول أبوة الملك هنري الثامن لأحد أو كلا ولدي ماري بولين اللذان ولدا خلال هذا الزواج. ففي كتاب هنري الثامن: الملك وحاشيته، تساءلت أليسون وير حول ما إذا كان هنري الثامن أبًا لهنري كاري؛ وفي كتاب د. برنار (الملك والإصلاح) وكتاب (آن بولين: حياة جديدة مأساوية لملكة إنجلترا) لجوانا ديني، أكد كلاهما أن الملك هنري الثامن كان والدهما. لم يعترف هنري بأي من الطفلين، كما فعل عندما اعترف بابنه هنري فيتزروي، ابنه غير الشرعي من إليزابيث بلونت ليدي تيلبويز.
ظهرت آن لأول مرة في مناسبة عامة في مسابقة أعدت لتكريم سفراء الإمبراطورية في 4 مارس 1522 في دور «المثابرة». هناك شاركت في الرقص بمصاحبة ماري الشقيقة الصغرى لهنري، وعدد من سيدات البلاط وشقيقتها ماري. كن جميعًا يرتدين فساتين بيضاء من الحرير مطرزة بخيوط الذهب. وسرعان ما لمعت كواحدة من أكثر النساء أناقة في البلاط، فبدأ الشبان في التنافس عليها.
ترى المؤرخة الأمريكية «ريتا وارنيك»، أن آن كانت «امرأة ودودة مثالية... كانت رشيقة وأنيقة وملابسها الفرنسية تنال رضا الجميع؛ وكانت ترقص بمهارة، وكان صوت غناءها لطيفًا. كما كانت تلعب على آلة الفلوت الموسيقية والعديد من الآلات الموسيقية الأخرى، وتجيد التحدث بالفرنسية بطلاقة... كانت رائعة وذكية وسريعة البديهة وصغيرة السن... في البداية، تجذب الناس إلى الحديث معها، ثم تسليهم وترفّه عنهم. باختصار، كان لها طاقة وحيوية جعلتها مركز الاهتمام في أي تجمع اجتماعي». كما أضاف سكارسبريك كاتب السيرة الذاتية لهنري الثامن، أن آن كانت «تستمتع» بالاهتمام الذي تتلقاه من المعجبين.
خلال هذا الوقت، تودد «هنري بيرسي» ابن إيرل نورثمبرلاند إلى آن، وتمت بينهما خطوبة سرية. رغم ذلك، فقد أكد جورج كافنديش المرافق لتوماس وولسى أنهما لم يكونا عاشقان. وبالتالي، فإنه من غير المحتمل أن علاقتهما كانت جنسية. كان سبب انتهاء علاقتهما رفض والد بيرسي هذه الخطبة. وفقًا لكافنديش أرسلت آن من البلاط إلى أسرتها في الريف، لكن لا يعرف قدر المدة. وبعد عودتها إلى البلاط، عادت مرة أخرى لخدمة كاترين أراغون.
نشأ شاعر البلاط المعروف السير توماس ويات في ألينجتون، وهي منطقة بالقرب من قلعة هيفر التي نشأت فيها آن بولين. وبعد أن انفصل ويات عن زوجته، انتشرت الشائعات حول علاقة رومانسية بينه وبين آن، وهو ما ذكره حفيد ويات في كتاباته. ويعتقد أن واحدة من أفضل قصائده الرومانسية كانت مستوحاة من علاقتهما، وأن آن هي التي وصفها في سونيتته "Whoso List to Hunt". وأنها الجموحة التي يصعب الوصول لها، التي تخص الملك في سونيت "noli me tangere". وفي عام 1526، عشقها الملك هنري الثامن، وبدأ في سعيه خلفها.
قاومت آن محاولات الملك لإغوائها، ورفضت أن تصبح عشيقته، حتى أنها تركت البلاط لتقيم في عزلة في قلعة هيفر. في غضون سنة عرض عليها الزواج، وقبلت. افترض كلاهما أن الفسخ قد يحدث في غضون أشهر. ولا يوجد أي دليل يشير إلى أنهما دخلا في علاقة جنسية قبل الزواج. تثبت رسائل حب هنري لآن، أن الحب ظل عفيفًا خلال سنوات تودده لها السبع. ورغم ذلك، فقد كانت آن حاملاً بحلول وقت الزواج.

### إلغاء زواج هنري من كاثرين الأراغونية

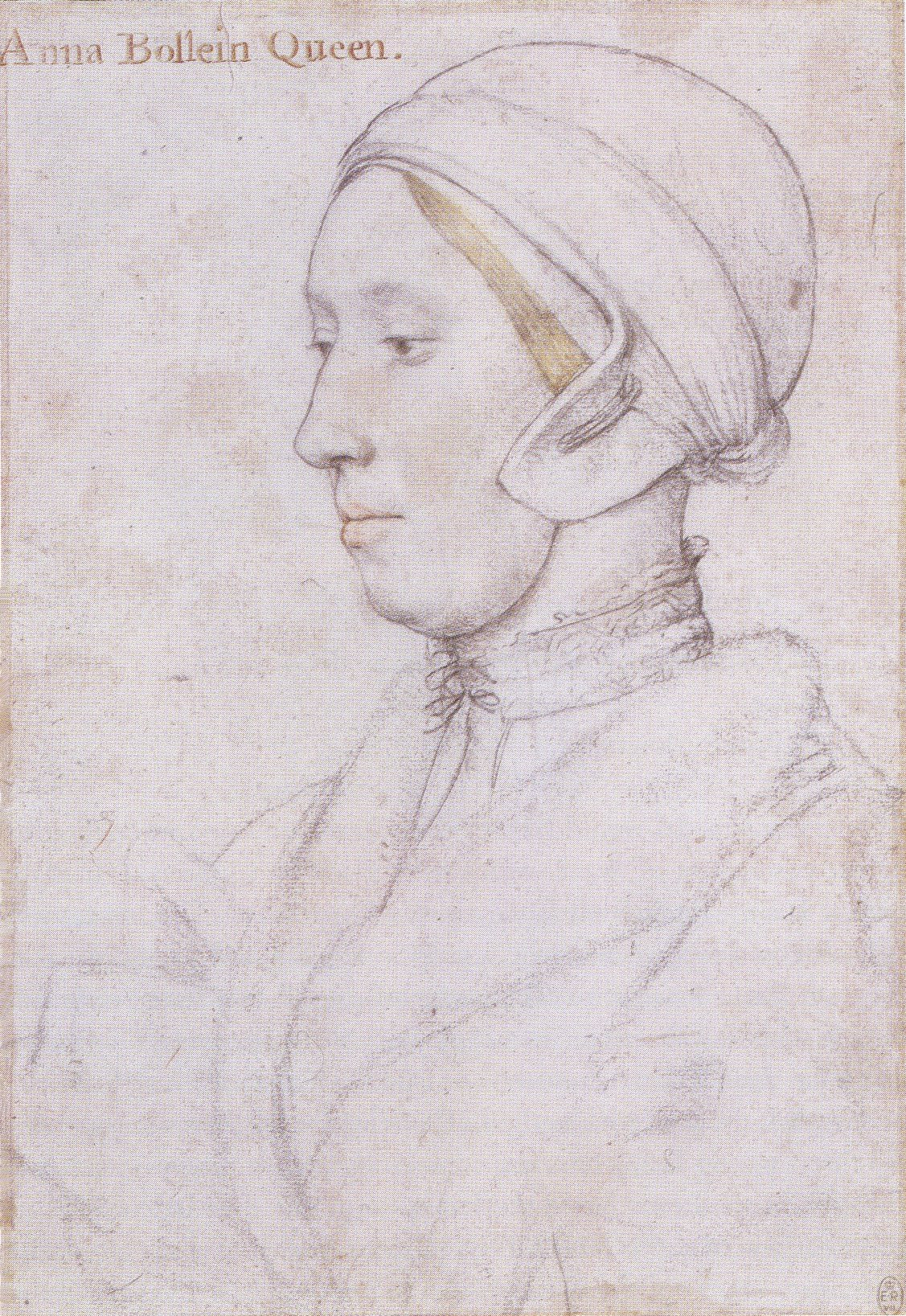
بورتريه لآن بولين، مرسوم في عهد الملكة إليزابيث الأولى، من أصل مفقود رسم بين عامي 1532-1536.

من المرجح هنري قد فكّر في إلغاء الزواج، قبل أن يقوم بذلك بوقت كبير، بدافع رغبته في إنجاب وريث. فقبل أن يعتلي هنري السابع والد هنري الثامن العرش، عانت إنجلترا من حرب أهلية للتنافس على العرش، وأراد هنري أن يجنب ورثته هذا الخلاف. لم يعش لهنري وكاترين أراغون أي أبناء، فباستثناء ماري، كل أطفالهما ماتوا في المهد.
في البداية، جاءت كاثرين الأراغونية إلى إنجلترا لتكون عروسًا لآرثر شقيق هنري الذي توفي بعد فترة قصيرة من زواجهما. وكانت إسبانيا وإنجلترا في ذلك الوقت، ما زالتا تريدان اتحادًا بين الممالك. وفي عام 1509، تزوج هنري وكاترين. إلا أن هذا الزواج لم يكن من الممكن أن يتم، حتى قام البابا باستبعاد فقرة مثيرة للجدل في سفر اللاويين، التي تمنع الرجل من الزواج من أرملة أخيه، وإلا أصبحا ملعونين. قرر البابا عدم صحة تطبيق الآية على الزوجين، لأنه لم تحدث علاقة زوجية بين آرثر وكاترين. ومع ذلك، بعد أعوام، وبتولي بابا جديد، أعاد هنري التفكير في الأمر. وبضغط من رغبته في إنجاب وريث، وربما بسبب آن نفسها، قرر هنري أنه لا يمكن للبابا نقض الكتاب المقدس. هذا يعني أنه كان يعيش في الخطيئة مع كاترين أراغون كل هذه السنوات، وأن ابنته ماري كانت نتاج علاقة خطيئة، وأن على البابا الجديد كليمنت السابع أن يعترف بأن البابا السابق أخطأ، وعليه إلغاء الزواج. أصبح سعي هنري لإلغاء الزواج، يعرف مجازًا باسم «مسألة الملك الكبرى».
استغلت آن الفرصة، نظرًا لافتتان هنري بها والمأزق الأخلاقي الذي وقع فيه، وقررت أنها لن ترضخ له إلا بصفتها ملكة. وبدأت تأخذ مكانها إلى جانبه في السياسة والدولة، ولكن دون علاقة جنسية حتى ذلك الحين على الأقل.
في عام 1528، انتشر مرض التعرق بصورة خطيرة. ففي لندن، كان معدل الوفيات كبيرًا، اضطرب البلاط. فغادر هنري لندن؛ وعادت آن بولين إلى قلعة هيفر، لكنها تعرضت للمرض؛ وتوفي ويليام كاري زوج شقيقتها. أرسل هنري طبيبه الخاص إلى قلعة هيفر لرعايتها، وبعد ذلك بوقت قصير شفيت. وسرعان ما تشجع هنري لإلغاء زواجه من كاترين. علق هنري آماله على طلب مباشر من الكرسي الرسولي، دون الرجوع إلى الكاردينال وولسي، دون أن يذكر شيءًا عن خططه المتصلة بآن. وفي عام 1527، أرسل هنري رجل الدولة ويليام نايت، إلى البابا كليمنت السابع بطلب لإلغاء زواجه من كاثرين، بدعوى أنه خطأ من البابا يوليوس الثاني. كما قدم هنري أيضًا التماسًا، بالسماح له بالزواج مرة أخرى من امرأة أخرى، ولو حتى ذات قرابة من الدرجة الأولى، سواءً كان بعقد زواج مشروع أو غير مشروع، في إشارة واضحة إلى آن.

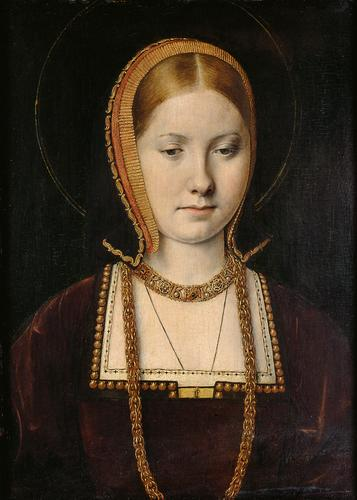
الملكة كاثرين الأراغونية، زوجة هنري الثامن الأولى.

كان البابا في ذلك الوقت، أسيرًا لدى شارل الخامس الإمبراطور الروماني المقدس، بعد احتلال روما في مايو 1527، لذا واجه نايت بعض الصعوبات في الحصول على الإذن. في النهاية، اضطر للعودة مع إعفاء مشروط، لكن وولسي أصر أنه تقنيًا غير كافي. لم يعد أمام هنري أي خيار، سوى ترك المسألة بين يدي وولسي، الذي فعل كل ما بوسعه لإصدار قرار في صالح هنري. فقد ذهب وولسي إلى حد الدعوة إلى عقد محكمة كنسية في إنجلترا، مع مبعوث خاص من البابا نفسه، للبت في هذه المسألة. إلا أن البابا لم يخول أبدًا مبعوثه سلطة اتخاذ أي قرار. كان البابا ما يزال رهينة لدى شارل الخامس، الذي كان ابن شقيقة للملكة كاترين. منع البابا هنري من عقد زواج جديد، حتى يصدر قرار من روما، وليس في إنجلترا. ولاقتناعهم بأن وولسي يدين بالولاء للبابا وليس لإنجلترا، سعت آن وأعداء وولسى العديدين، لإقالته من منصبه، وهو ما تحقق عندما وافق هنري أخيرًا على اعتقاله عام 1529، ولولا وفاته مريضًا عام 1530، لكان قد أعدم بتهمة [وضح من هو المقصود ؟]. وبعد عام، أقصيت كاثرين من البلاط، وحَلَّت آن محلها في غرفتها.
ومع ذلك، ظل العامة يتعاطفون مع الملكة كاثرين. وفي ليلة من خريف عام 1531، بينما كانت آن تتناول طعامها في منزل ريفي على نهر التايمز، هاجمها حشد نسائي غاضب، وتمكنت آن من الهرب على متن قارب بصعوبة. وعندما توفي رئيس أساقفة كانتربري ويليام وارهام عام 1532، تم تعيين قسيس عائلة بولين توماس كرانمر بموافقة بابوية.
قلّ نفوذ روما في إنجلترا شيءًا فشيئًا. ففي عام 1532، قدم توماس كرومويل أمام البرلمان عددًا من القوانين، التي تعطي الملك حق إقرار بعض القوانين الكنسية، مما دفع توماس مور للاستقالة من منصب المستشار، ليصبح بذلك كرومويل رئيسًا لوزراء هنري.

### زواج هنري وآن

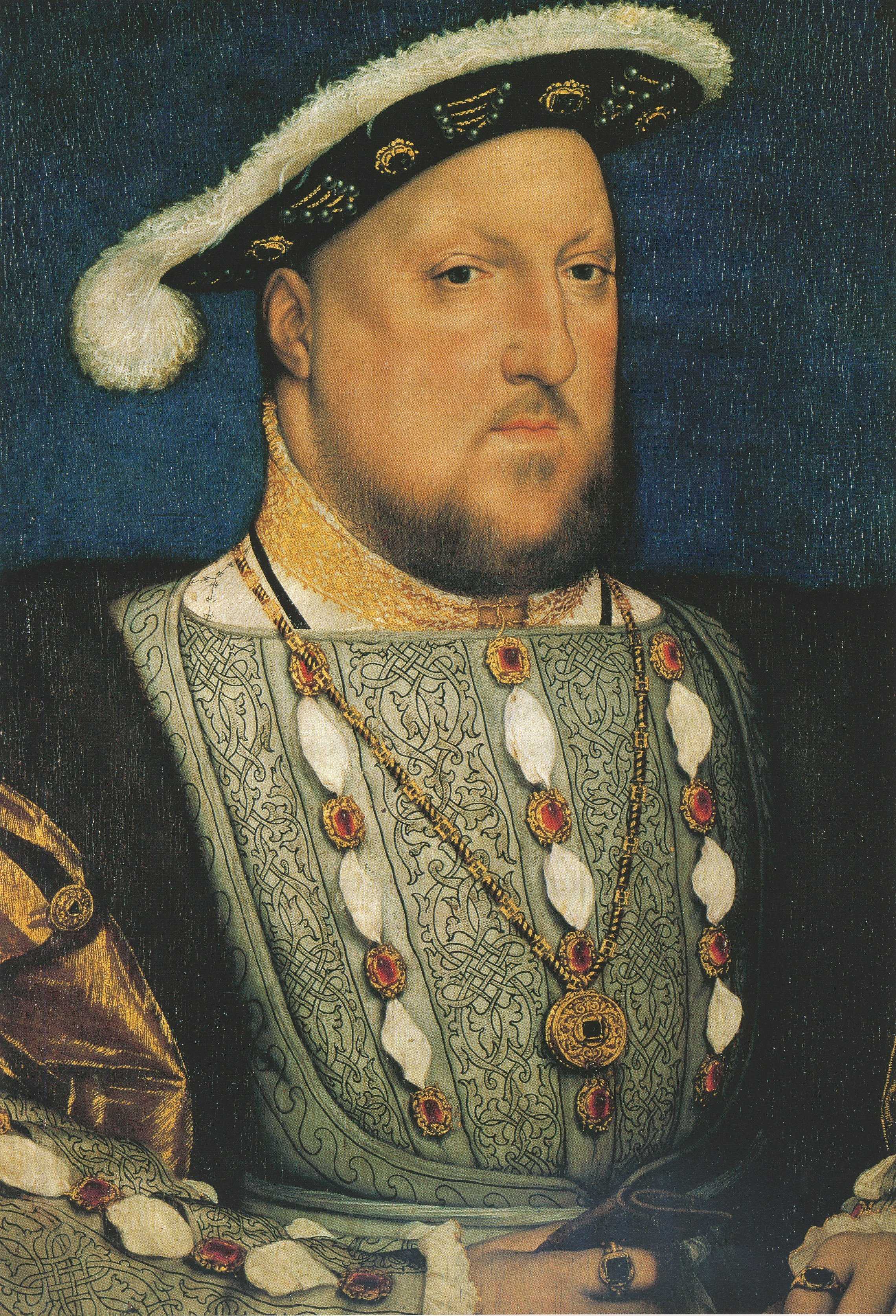
لوحة لهنري الثامن، رسمها هانس هولباين الصغير، عام 1536.

كانت آن بولين لها سلطة قبول الالتماسات ومقابلة الدبلوماسيين، والتوسّط لدى زوجها المستقبلى. فقد كتب سفير ميلانو عام 1531، أنه كان من الضروري الحصول على موافقتها، إذا أردت التأثير على الحكومة الإنجليزية، وهو الرأي المؤيد لما قاله السفير الفرنسي في وقت سابق عام 1529.
خلال هذه الفترة، لعبت آن بولين دورًا بارزًا في علاقات إنجلترا الدولية، من خلال توطيد التحالف مع فرنسا. فقد وطدت صلات جيدة مع السفير الفرنسي «جيل دي لا بوميراي». وفي شتاء عام 1532، التقى آن وهنري بالملك الفرنسي في كاليه، والذي أبدى فيه هنري أمله في دعم فرانسوا الأول لزواجه المرتقب. وفي أول سبتمبر 1532، منح هنري زوجته المستقبلية آن لقب «ماركيزة بيمبروك»، لتصبح بذلك من أغنى وأهم النساء.
كما استفادت عائلة آن من هذه العلاقة، فأصبح والدها إيرلاً لويلتشير، وإتفق هنري أيضًا مع ابن عم آن الأيرلندي، ونصبه إيرلاً لأرموند. وفي مأدبة الاحتفال بتنصيب والدها هذا المنصب، جلست آن إلى جوار الملك، في المكان الذي عادةً ما كانت تحتله الملكة. بفضل تدخل آن، منحت أختها ماري الأرملة راتبًا سنويًا قدره 100 جنيه إسترليني، وتلقى ابن ماري هنري كاري تعليمه في أحد الأديرة المرموقة. كان مؤتمر كاليه انتصارًا سياسيًا، ولكن على الرغم من أن الحكومة الفرنسية قدمت دعمًا ضمنيًا لهنري بخصوص إعادة الزواج، إلا أن فرانسوا الأول أخبر آن، بأنه لن يستطيع يخرق تحالفه مع البابا.
بعد عودته إلى دوفر، تزوج هنري من آن في حفل سري. سرعان ما أصبحت حاملاً، لتقنين ذلك، أعلن أن الزواج الأول غير قانوني، وأقيم حفل زفاف ملكي خاص ثانٍ، في لندن يوم 25 يناير 1533. فبدأت الأحداث تتحرك بوتيرة سريعة، وفي 23 مايو 1533، عقد كرانمر رئيس لأساقفة كانتربري مجلسًا استثنائيًا التي عقدت في دير دونستابل، للحكم على صلاحية زواج الملك من كاثرين أراغون. ولم يلبث أن أعلن أن زواج هنري وكاثرين لاغيًا وباطلاً، وبعد خمسة أيام من ذلك المجلس، أعلن كرانمر صحة زواج هنري من آن.

## ملكة إنجلترا

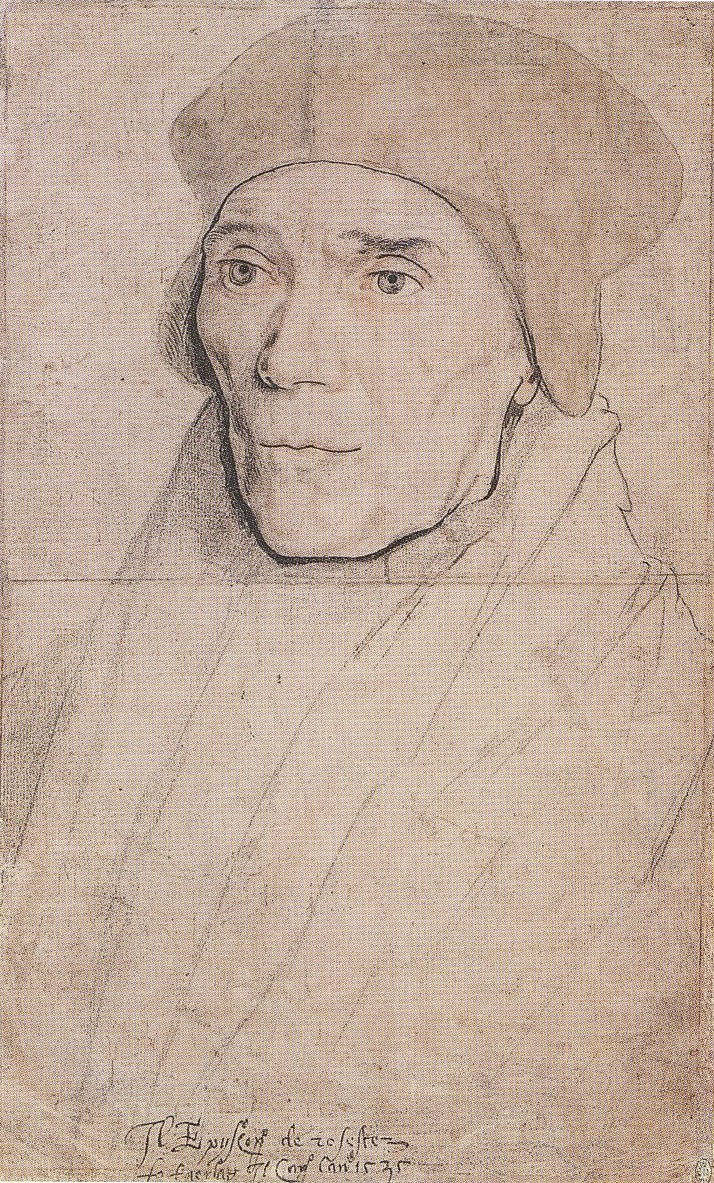
لوحة للأسقف جون فيشر، رسمها هانس هولباين الصغير، الذي رفض الاعتراف بزواج هنري الثامن من آن بولين.

جردت كاثرين رسميًا من لقبها كملكة، وبالتالي تم تتويج آن كملكة قرينة في أول يونيو 1533، في حفل رائع أقيم في دير وستمنستر تلاه عشاء فاخر. كانت آن بذلك، آخر ملكة قرينة في إنجلترا تتوج منفصلة عن زوجها، وتوّجت آن بتاج القديس إدوارد، وهو التاج الذي كان يستخدم لتتويج الملوك. تعتقد المؤرخة «أليس هنت» أن التتويج تم بهذه الكيفية، لأن آن كانت حاملاً في ذلك الحين، وكان متوقعًا أن تلد ولي العرش الذكر المنتظر. وفي اليوم السابق، شاركت آن في جزء من موكب عبر شوارع لندن، وهي تجلس على محفة من «القماش الأبيض المذهّب»، وهي ترتدي ملابس بيضاء، وتضع إكليلاً ذهبيًا ينساب من تحته شعرها الأسود بحرية، ويظللها مظلة من القماش المذهّب. قابل الجمهور ظهورها بفتور.
وفي الوقت نفسه، حظر مجلس العموم أي استغاثة توجّه إلى روما، وفرض عقوبات ضد كل من يخرق هذا الأمر. عندئذ، اتخذ البابا كليمنت السابع قرارًا، بحرمان الملك وكرانمر. وفي مارس 1534، أدان البابا زواج هنري وآن، وأعلن أن زواج كاثرين قانوني، وأمر هنري بالعودة لها. طلب هنري من رعاياه حلف ولاء الطاعة، والإقرار برفض السلطة البابوية في المسائل القانونية، والاعتراف بآن بولين كملكة. أولئك الذين رفضوا ذلك، كالسير توماس مور الذي استقال من منصبه كمستشار، والأسقف جون فيشر أسقف روشستر، سجنوا في برج لندن. في أواخر عام 1534، أعلن البرلمان هنري الثامن «الشخص الوحيد على وجه الأرض الذي له سلطة على كنيسة إنجلترا». وبذلك أصبحت كنيسة إنجلترا تحت سيطرة هنري، لا روما.

شعار الملكة آن بولين ملكة إنجلترا.

بعد تتويجها، استقرت آن في مقر إقامة الملك المفضل قصر بلاسنتيا، للاستعداد لولادة طفلها، وولد الطفل قبل موعده بقليل في 7 سبتمبر 1533. أنجبت آن طفلة، تم تعميدها باسم إليزابيث، ربما على شرف والدة هنري إليزابيث يورك، ووالدة آن إليزابيث بولين، لكن ولادة الطفلة كان له وقع الصدمة على والديها، اللذان كانا يتوقعان مولود ذكر.
أقيم للأميرة الرضيعة تعميد رائع، لكن خشيت آن من ابنة كاثرين ماري، التي تم تجريدها من لقبها كأميرة بوصفها ابنة غير شرعية، أن تشكل تهديدًا لموقف إليزابيث. هدأ هنري من مخاوف زوجته، من خلال فصل ماري عن خدمها، وإرسالها إلى منزل هاتفيلد الريفي، بينما ستعيش الأميرة إليزابيث مع خدمها في الريف، حيث الهواء النقي أفضل لصحة الطفلة، حيث كانت آن تتردد عليها بين الحين والحين لتطمئن عليها.
كان لآن خدم أكثر مما كان لدى كاثرين، فقد كان لديها أكثر من 250 خادم، ممن يلبون احتياجاتها الشخصية، بدءً من الكهنة إلى صبية الإسطبل، إضافة إلى نحو 60 وصيفة كن يتولين خدمتها، ومرافقتها في المناسبات الاجتماعية. كما استخدمت عددًا من الكهنة ككهنة اعتراف وكمستشارين دينيين. أحد هؤلاء كان ماثيو باركر، الذي سيصبح واحدًا من مهندسي الفكر الأنجليكاني في عهد إليزابيث الأولى ابنة آن.
عاش الملك والملكة الجدد فترة من الوئام والسعادة، كان ذكاء آن بولين الحاد وفطنتها السياسية وطاعتها له، ما كان يرغّبه فيها كعشيقة لا كزوجة. وبعد أن تعرضت آن للإجهاض في أعياد الميلاد عام 1534، ناقش هنري مع كرانمر وكرومويل إمكانيه تركه لآن دون العودة إلى كاثرين. إلا أنه لم يحدث شيءًا من ذلك، فقد تصالح الزوجان الملكيان، وقضيا صيف عام 1535 في سعادة. بحلول شهر أكتوبر، كانت آن حاملاً من جديد.
أنفقت آن مبالغ طائلة على الملابس والمجوهرات والقبعات والمركبات والأثاث والمفروشات، كما تم تجديد عدد من القصور لتتناسب مع رغبات الزوجين. ألقي باللوم على آن، بسبب ظلم حكومة زوجها، وأصبح البعض يصفها بعاهرة الملك. تحوّل الرأي العام ضد آن، أكثر بعد فشلها في إنجاب وريث ذكر للعرش، وازداد السخط بعد إعدام أعداءها السير توماس مور والأسقف جون فيشر. ومع ذلك، مع إلقاء القبض عليها ومحاكمتها وإعدامها، تحول الرأي العام في لندن إلى تعاطف واستياء من سلوك هنري.

## السقوط والإعدام

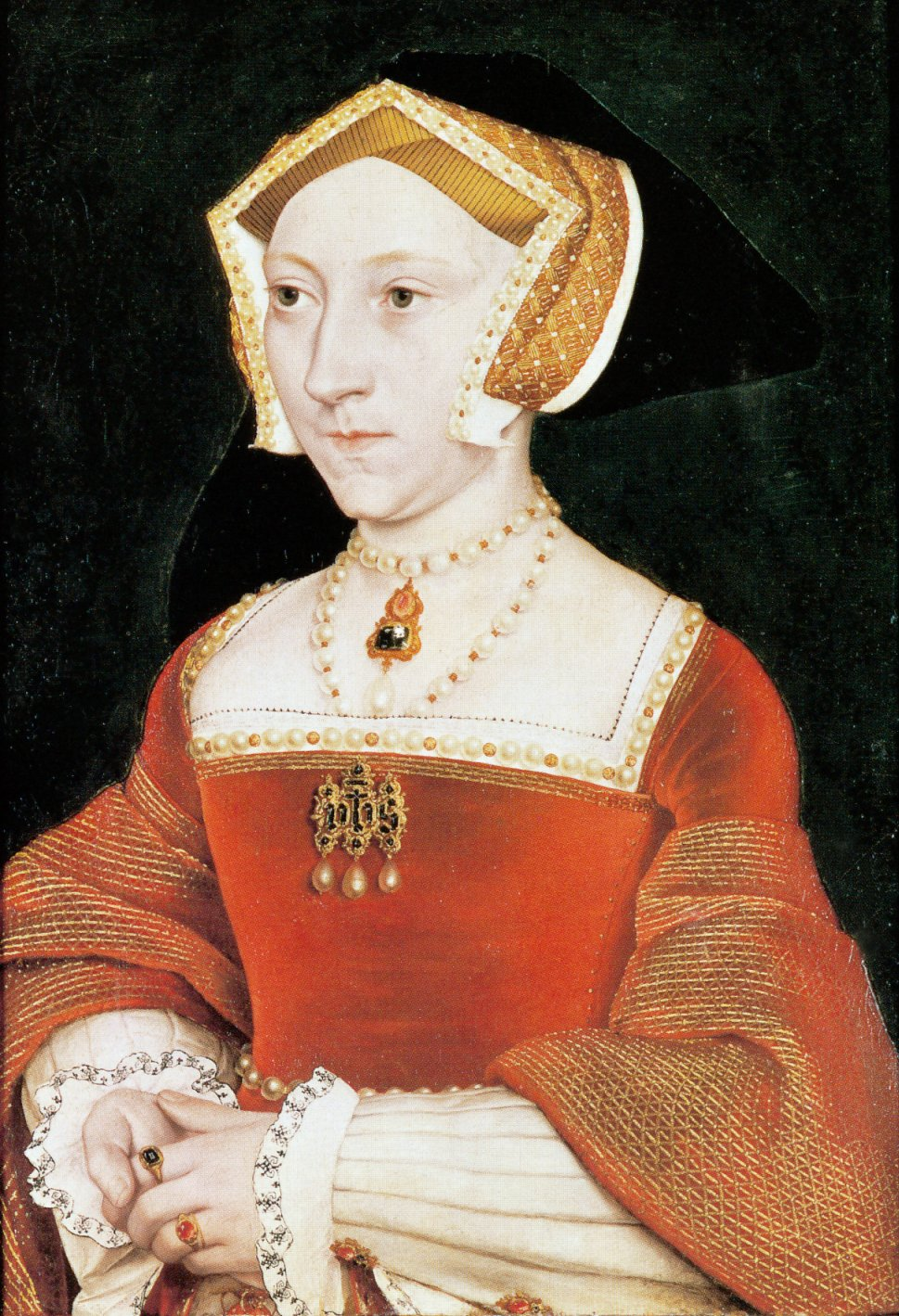
جين سيمور، أصبحت الزوجة الثالثة لهنري بعد فترة قصيرة من إعدام آن.

في 8 يناير 1536، وصل خبر وفاة كاثرين أراغون إلى هنري وآن. وعندما سماعا الخبر، غمرتهم السعادة. وفي اليوم التالي، ارتدى هنري الملابس الصفراء رمز السعادة في إنجلترا، من الرأس إلى أخمص القدم، واحتفل بموت كاثرين. ومن جانبها، حاولت آن استغلال المناسبة للتصالح مع الأميرة ماري.
كانت آن الحامل مرة أخرى، تدرك تداعيات فشلها في ولادة مولود ذكر، فبموت كاثرين، سيكون هنري حرًا في الزواج، من دون أي مسحة من عدم الشرعية. رفضت ماري محاولات آن للصلح، ربما بسبب الشائعات التي كانت تروج أن كاثرين ماتت مسمومة من قبل آن و/أو هنري. اكتشف ذلك أثناء تحنيط جثتها، حيث كان قلبها داكن اللون. يتفق خبراء الطب الحديث على أن هذا لم يكن نتيجة تسمم، ولكن بسبب سرطان القلب، وهو ما لم يكن مفهومًا في ذلك الوقت.
في وقت لاحق من ذلك الشهر، سقط الملك من فوق حصانه في مسابقة، وفقد الوعي لساعتين، وهو الحادث الذي يعتقد أنه أقلق آن، وأدى إلى إجهاضها بعد خمسة أيام. وفي اليوم الذي دفنت فيه كاثرين أراغون في كاتدرائية بيتربورو، أسقطت آن جنينها ذي الثلاث أشهر ونصف الشهر، والذي «يبدو أنه كان ذكر». كان ذلك بداية نهاية الزواج الملكي.
دفعت هنري رغبته اليائسة لإنجاب وريث ذكر، وإجهاضات آن المتكررة حيث أسقطت حملين بعد ولادة إليزابيث وقبل خسارتها للجنين الذكر الذي أجهض عام 1536، إلى أن إعلان أن آن قد استدرجته لهذا الزواج عن طريق السحر، وذلك في الوقت الذي كانت آن تتعافى فيه من الإجهاض، وفي الوقت ذاته كانت عشيقته الجديدة جين سيمور، قد انتقلت إلى السكن الملكي. تبع ذلك رفض شقيق آن قبول أحد الرتب الملكية، فمنحت بدلاً منه إلى السير نيكولاس كاريو.

### اتهامها بالزنا والخيانة

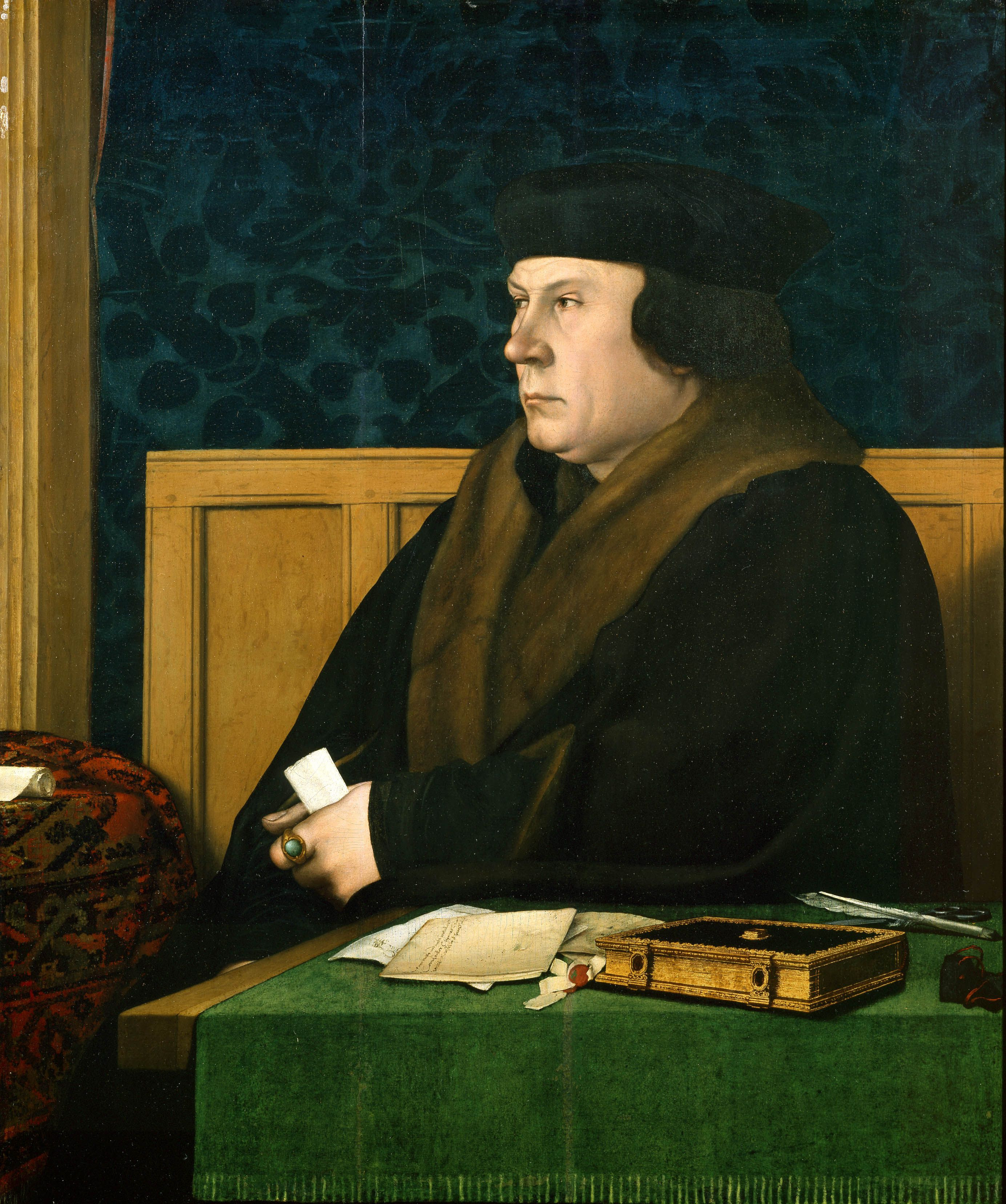
لوحة رسمها هانس هولباين الصغير عام 1532، لتوماس كرومويل حليف آن القوي، الذي اختلفت معه حول السياسة الخارجية، وتقسيم ثروات الكنيسة.

وفقًا للمؤلفة ومؤرخة عصر أسرة تيودور أليسون وير، فقد تآمر توماس كرومويل لإسقاط آن، فبينما كان يدعي المرض، فقد خطط لتفاصيل مؤامرة إسقاطها في 20-21 أبريل 1536، وهو ما أكده كاتب سيرة آن إريك آيفيس وآخرين. أظهرت المحادثات بين السفير الإمبراطوري كابيوس وكرومويل بعد ذلك، أن كرومويل كان المحرض على مؤامرة إسقاط آن، ودليل ذلك هو مخطوطة إسبانية لرسالة خطية من كابيوس إلى شارل الخامس، يذكر فيها اختلاف آن مع كرومويل حول إعادة توزيع أموال الكنيسة وحول السياسة الخارجية، فقد كانت تدعو إلى توزيع المال على المؤسسات الخيرية والتعليمية، كما كانت تؤيد التحالف مع فرنسا. بينما أصر كرومويل على ملء خزائن الملك الفارغة، طمعًا في أخذ جزء لنفسه، إضافة لتفضيله التحالف مع الإمبراطورية الرومانية المقدسة. لهذه الأسباب، يعتقد آيفيس «أن آن بولين كانت تشكل تهديدًا رئيسيًا لتوماس كرومويل». من ناحية أخرى، يرى كاتب سيرة كرومويل جون سكوفيلد، أنه لم يكن هناك صراع على السلطة بين آن وكرومويل، وأنه «لا دليل على تآمر كروميل ضد آن... وأنه لم ينخرط في تلك الدراما الزوجية الملكية، إلا عندما أوكل هنري إليه هذه القضية»، وأنه لم يختلق الاتهامات بالزنا، رغم أنه وغيره من المسؤولين استخدمها لدعم القضية المرفوعة من هنري ضد آن. تساءلت المؤرخة ريثا وارنيك، عما إذا كان كرومويل قادرًا على استغلال الملك في هذا الموضوع، ويعتقد أن هنري نفسه أصدر تعليمات حاسمة لموظفيه، بما فيهم كرومويل، وهو ما قاموا بتنفيذه. لذا، يتفق المؤرخون، أن الأمر كان مهزلة قانونية. فلكي يحيك كرومويل مؤامرة كهذه، فهو بحاجة إلى ما يكفي من الأدلة المقنعة الكافية لإدانتها أو سيخاطر بمكانته وربما بحياته.
في نهاية أبريل 1536، اعتقل موسيقي كان يعمل في خدمة آن يدعى مارك سميتون، وتحت وطأة التعذيب أو الوعد بإطلاق سراحه، نفى في البداية أنه عشيق للملكة، ولكن في وقت لاحق اعترف. ثم اعتقل هنري نوريس أحد رجال البلاط الملكي في عيد العمال، ولكن لأنه أحد الارستقراطيين، لم يتم تعذيبه. قبل اعتقاله، عامل الملك نوريس بحفاوة، حتى أنه قدّم له جواده الخاص لاستخدامه في الاحتفالات. ففي أثناء الاحتفالات، تم إبلاغ الملك باعتراف سميتون، وبعد ذلك بوقت قصير اعتقل المتآمرين المزعومين بأمر من الملك، حيث اعتقل نوريس في المهرجان. نفى نوريس تورطه، وأقسم أن الملكة آن بريئة. إلا أنه من الأدلة القاطعة ضد نوريس، كانت محادثته مع آن في نهاية أبريل، حيث اتهم بالتسلل للسكن الملكي، لا لمقابلة إحدى مرافقاتها، ولكن ليقابل الملكة ذاتها، ثم بعد يومين، قبض على السير فرانسيس وستون وويليام بريريتون سائس الملك بنفس التهمة، كما أدين الشاعر توماس ويات بنفس التهمة، ثم أطلق سراحه بعد مدة، ربما لعلاقته بأسرة كرومويل. المتهم الأخير كان شقيق الملكة جورج، الذي قبض عليه بتهمة زنا المحارم و[وضح من هو المقصود ؟]، لإقامته علاقة جنسية مع شقيقته، وقد أدين جورج من قبل في حادثين سفاح القربى في نوفمبر 1535 في وايتهول، وفي الشهر التالي في إلثهام.
وفي 2 مايو 1536، اعتقلت الملكة، ثم اقتيدت إلى برج لندن. وفي البرج، يقال أنها انهارت، وطلبت معرفة مكان والدها وأخيها، والاتهامات الموجهة ضدها. حوكم أربعة من الرجال المتهمين في ويستمنستر في 12 مايو 1536، حيث أصر وستون وبريريتون ونوريس على برائتهم، ولم يقر سوى سميتون الذي تعرض للتعذيب بالذنب. وبعد ثلاثة أيام، حوكمت آن بولين وجورج كل على حدة في برج لندن، ووجهت إليها تهم الزنا وزنا المحارم والخيانة العظمى، فوفقًا للقانون يعتبر زنا الملكة خيانة عظمى، تستوجب الإعدام شنقًا للرجل، وأن تحرق المرأة حية. كما اتهمت أيضًا بالخيانة، لتخطيطها لقتل الملك مع عشاقها، للزواج من هنري نوريس بعد ذلك. وفي 14 مايو 1536، أعلن كرانمر أن زواج هنري وآن لاغيًا.

### الساعات الأخيرة

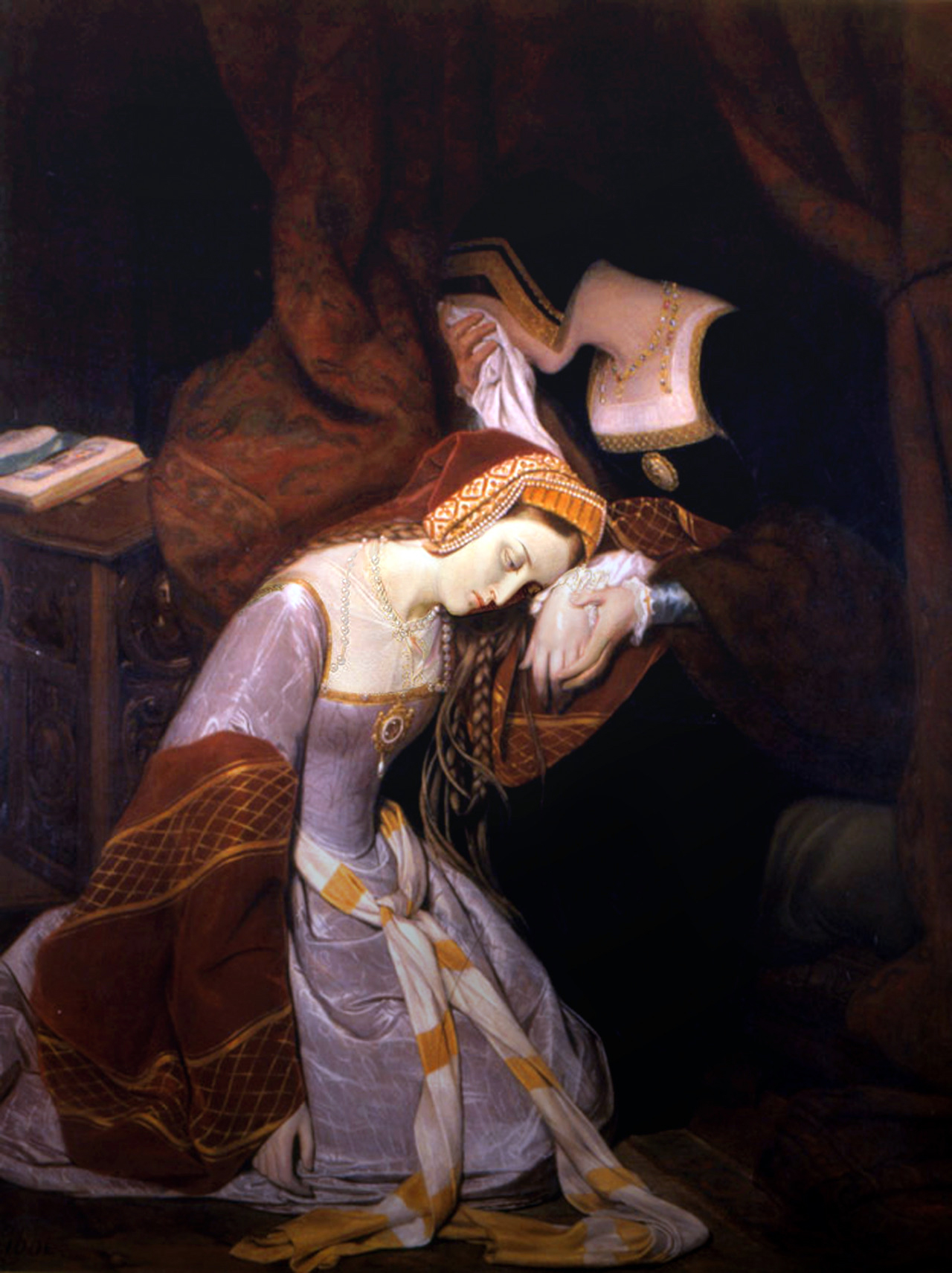
لوحة آن بولين في البرج لإدوارد كيبو.

على الرغم من أن الأدلة لم تكن مقنعة، إلا أن المتهمين أدينوا وحكم عليهم بالإعدام، ثم جرى تنفيذ الحكم في جورج بولين وبقية المتهمين في 17 مايو عام 1536. وقد ذكر أنتوني كينغستون حارس البرج، أن آن كانت تبدو سعيدة للغاية، وعلى استعداد للموت. خفف الملك الحكم الصادر على آن من الحرق لقطع الرأس، على أن يكون ذلك بالسيف، بدلاً من الفأس كما جرت العادة حينها. في صباح 19 مايو، اقتيدت آن من البرج. حيث أعدمت آن بولين أمام ما يعرف الآن بثكنات ووترلو.
سارت آن للمرة الأخيرة في رفقة اثنتين من وصيفاتها، وكانت «فرحة كما لم تكن في طريقها للموت». وقالت قبل أن يقطع رأسها:
| آن بولين | أيها الشعب المسيحي الصالح، جئت هنا للموت، وفقًا للقانون، الذي حكم عليّ بالموت، لذا لن اعترض. لم آت هنا لأتهم أي رجل، ولا لكي أقول شيءًا حول اتهامي والحكم عليّ بالموت، ولكن أدعو الله أن يحفظ الملك ليحكم أطول فترة، فقد كان كريمًا ولطيفًا معي. وإذا تناول أي شخص في قضيتي، فسأطالبه أن يحكم بالعدل. وما دمت سأرحل عن الدنيا، أتمنى ان تصلو من أجلي. يا إلهي إرحمني، الله استودع روحي. | آن بولين |

يعتقد المؤرخون أنها تجنبت توجيه انتقاد صريح للملك، لإنقاذ ابنتها وأسرتها من تداعيات أخرى، ولكن حتى في ظل هذه الضغوط لم تعترف بالذنب، وإنما لمّحت لبراءتها، في ندائها بقولها «للذين سيتناولون قضيتي».

### الموت والدفن

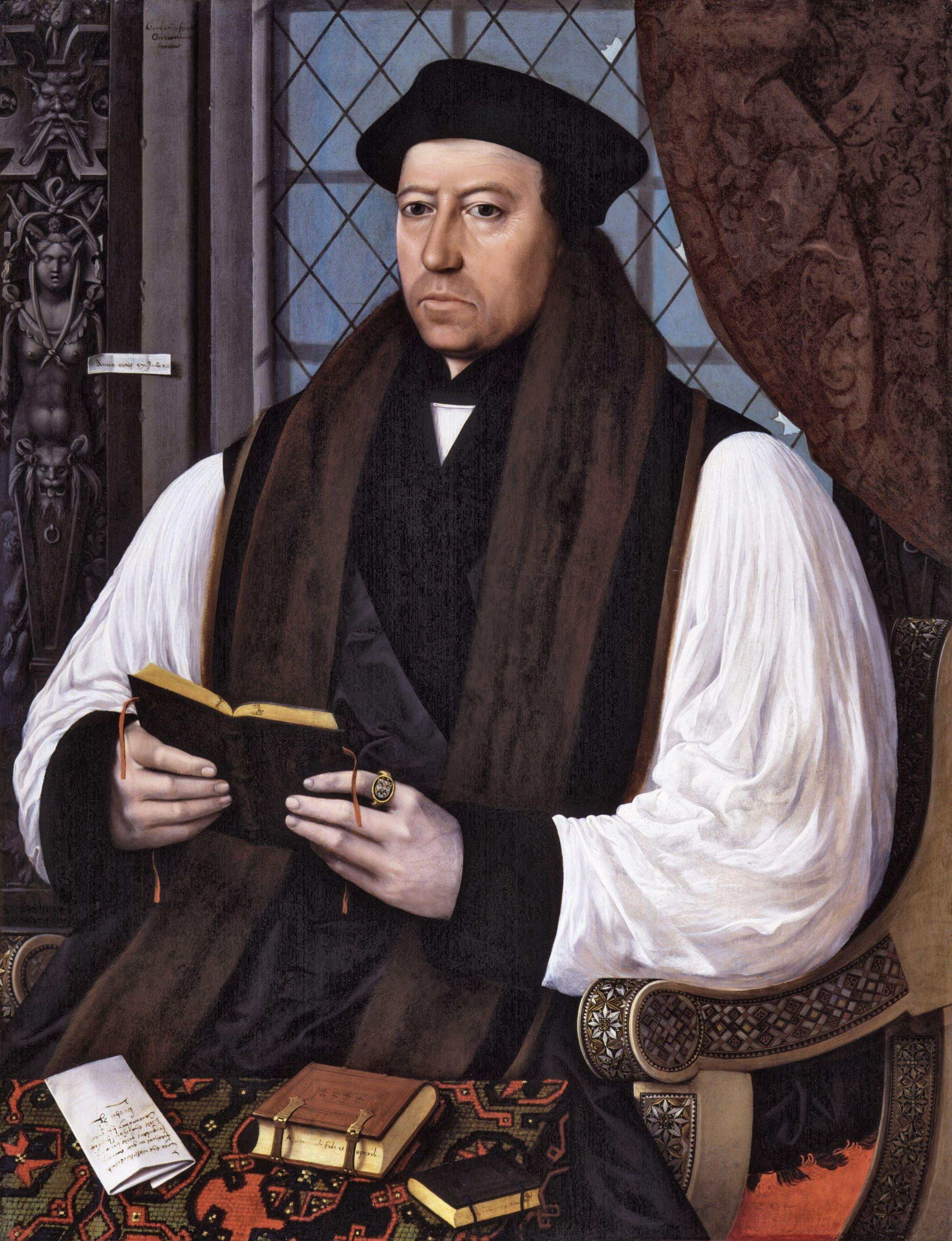
توماس كرانمر، لم يقم بأي محاولة جادة لإنقاذ الحياة آن.

ركعت آن على النمط الفرنسي في عمليات الإعدام، كررت في صلاتها الأخيرة الجملة التالية، «إلى يسوع المسيح استودعك روحي؛ الرب يسوع تلقي روحي». خلعت وصيفتيها غطاء رأسها والقلائد، ثم عصبوا عينيها. ووفقًا لإريك آيفيس، صدم الجلاد من موقف آن، ووجد صعوبة في المضي قدمًا في التنفيذ. من أجل صرف انتباهها، صرخ : «أين سيفي؟» قبل قتلها، لتعتقد آن أن لديها بضع ثوان أكثر للعيش.
كان إعدام آن سريعًا؛ وبضربة واحدة، وشهده توماس كرومويل وتشارلز براندون وهنري فيتزروي الابن غير الشرعي للملك، وعمدة لندن وعدد من ممثلي طوائف الشعب، إضافة لمعظم أعضاء مجلس الملك. انهار كرانمر، الذي كان في قصر لامبث، بالبكاء وقال لأحد مرافقيه : «التي كانت ملكة إنجلترا على الأرض اليوم، ستصبح ملكة السماء.» عندما وجهت لها التهم لأول مرة، أعرب كرانمر عن دهشته لهنري، واعتقاده بأنه «لا ينبغي أن توضع في وضع المسائلة». ولكن شعر كرانمر أنه عرضة للخطر، بسبب قربه من الملكة. وفي الليلة التي سبقت تنفيذ الحكم، كان هنري قد أعلن أن زواجه من آن باطلاً، مثل كاثرين قبلها. لم يقم كرانمر بأي محاولة جادة لإنقاذ الحياة آن، على الرغم من أن بعض المصادر تقول بأنه أعدها للوفاة بسماع اعترافها الأخير بذنوبها، والتي برئت منها أمام الله. ومع ذلك، في يوم وفاتها وجده صديق له اسكتلندي، يجهش بالبكاء في حدائق لندن، قائلاً أنه على يقين من أن آن قد ذهبت الآن إلى السماء. ثم دفنت آن في قبر غير معلم في كنيسة القديس بطرس فينكولا. وقد تم تحديد هيكلها العظمي خلال ترميم الكنيسة في عهد الملكة فيكتوريا، وقبرها الآن له شاهد من الرخام.

## تخليد ذكراها

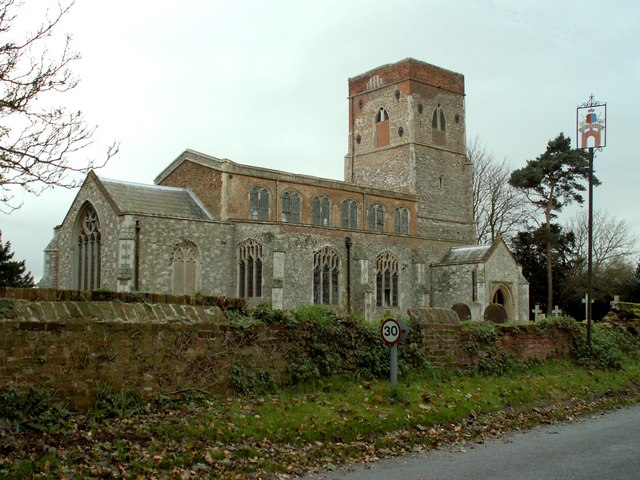
كنيسة القديسة مريم، في إيروارتون، سوفولك، حيث زعم أن قلب آن بولين مدفون بها.

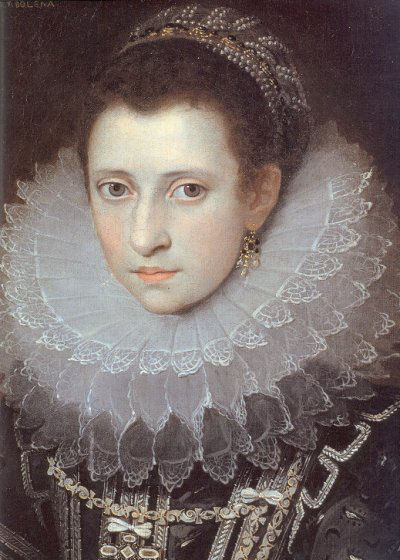
لوحة تخيلية لآن بولين، رسمت في القرن السابع عشر.

بعد وفاتها، نشأ عدد من الأساطير عن آن، الكثير منها أشاعها الرومان الكاثوليك المناهضون للانجليكانية. فمثلاً، نيكولاس ساندر الكاثوليكي الذي ولد عام 1530، كان من المطالبين بالإطاحة بإليزابيث الأولى، وإعادة الكنيسة الكاثوليكية لإنجلترا، وفي كتابه «صعود ونمو الانشقاق الانجيليكاني»، الذي نشر في عام 1585، كان أول من كتب أن آن كان لديه ستة أصابع في يدها اليمنى. حينئذ، كانت التشوهات الخلقية تفسر على أنها علامة على الشر، ومن غير المرجح أن يكون هنري قد انجذب عاطفيًا لآن بولين، وهي لديها مثل تلك التشوهات. وصف المعاصرون آن بولين بأنها كانت ذكية وذات موهوبة موسيقية، ولها اهتمامات علمية. كما كانت لها إرادة قوية وفخار، وتجرأت على الخلاف مع هنري.
عند استخراج الجثة عام 1876، لم يتم اكتشاف أي تشوهات: طولها حوالي 160 سم، ذات جسد متناسق، مستدقة الأصابع. وبعد تتويج ابنتها كملكة، تم تبجيل آن كشهيدة وبطلة للإصلاح الإنجليزي، وخاصة من خلال أعمال جون فوكس، الذي قال بأن آن أنقذت إنجلترا من شرور الكاثوليكية الرومانية، وبأن الله قد قدم دليلاً على براءتها، بأن أصبحت ابنتها إليزابيث، في وقت لاحق ملكة. وبعد قرون، ما زالت آن ملهمة أو ورد ذكرها في العديد من الأعمال الفنية والثقافية. نتيجة لذلك، ظلت عالقة في الذاكرة الشعبية، واعتبرت «أكثر الملكات القرينات نفوذًا، وأهمية في تاريخ إنجلترا.»

## الذرية
- تزوجت آن بولين من عشيقها هنري الثامن، وأنجبت له طفلة واحدة مع 3 إجهاضات :-

| الاسم                                                      | الصورة | الولادة          | الوفاة           | الملاحظات                  |
| ---------------------------------------------------------- | ------ | ---------------- | ---------------- | -------------------------- |
| إليزابيث تيودور ( لاحقاً ملكة إنجلترا باسم إليزابيث الأولى) |        | 7 سبتمبر 1533    | 24 مارس 1603     | لم تتزوج قط، ولا أطفال لها |
| إجهاض (أو من المحتمل حمل كاذب)                             | لا     | عيد الميلاد 1534 | عيد الميلاد 1534 | إجهاض                      |
| ابن                                                        | لا     | 1535             | 1535             | إجهاض                      |
| ابن                                                        | لا     | 29 يناير 1536    | 29 يناير 1536    | إجهاض                      |

## أساطير حول آن بولين
نسجت الكثير من الأساطير والحكايات حول آن بولين على مر القرون. أحدها أنها دفنت سرًا في كنيسة سالي في نورفولك تحت لوحة سوداء بالقرب من قبور أجدادها. وقيل أن جسدها، دفن في كنيسة في إسكس، أثناء رحلتها إلى نورفولك. وهناك قصة أخرى تقول أنه بناء على طلبها، دفن قلبها، في كنيسة إيروارتون في سوفولك، وقام بذلك عمها السير فيليب باركر.
في القرن الثامن عشر في صقلية، اعتقد فلاحي نيكولوسي أن آن بولين ستحرق للأبد داخل جبل إتنا، لدفعها هنري الثامن للزندقة. يعتقد أن تلك الأسطورة كانت تحكى لجذب المسافرين الأجانب. ادعى البعض أنهم شاهدوا شبح آن بولين في قلعة هيفر وتلة بليكلينج وكنيسة سالي وبرج لندن وحديقة حيوانات مارويل، وهو ما وثّقه الباحث هانز هولزر في كتاب «أشباح قابلتهم»، عندما ذكر أنه في عام 1864، عسكر الفيلق 60 بنادق بقيادة الجنرال دوندس في برج لندن، وبينما كان ينظر من نافذة مقر إقامته، قال أنه لاحظ وجود حارس في الفناء، في الجهة التي سجنت فيها آن يتصرف بطريقة غريبة، حيث بدا يتحدي شيء ما، وقال دوندس أنه «بدا كهيكل أنثوي أبيض، يتجه نحو الجندي.» هاجم الحارس الهيكل بحربته، ثم أغمي عليه. أنقذت هذه الشهادة فقط الحارس من المحاكمة العسكرية والسجن لمدة طويلة، بعد أن أغمي عليه أثناء تأديته لواجباته.

## الأعمال الفنية التي تناولت سيرتها

الممثلة نتالي بورتمن في دور آن بولين.

ظهرت آن بولين في عدّة أعمال فنيّة غربيّة منذ تاريخ إعدامها وحتى الوقت الحالي، ولعلّ سبب ذلك هو نهايتها المأساوية التي عدّها الكتَّاب والفنانون نهاية دراماتيكيّة من النوع المغذّي للأعمال الفنية. ومن هذه الأعمال: صحيفة تتحدث عن مراحل المحاكمة التي خضعت لها صدرت عام 1545، ومسرحية هنري الثامن لوليام شكسبير من عام 1613، وأوبرا حنّة بولينا من عام 1830 تأليف غايتانو دونيزيتي، وأوبرا هنري الثامن من عام 1883، تأليف كميل سان سيان، وفيلم «رجل لكل المواسم» (بالإنجليزية: A Man for All Seasons)‏ من عام 1966، المبني على مسرحية تحمل نفس الاسم من عام 1960، وألبوم الروك «زوجات هنري الثامن الست» (بالإنجليزية: The Six Wives of Henry VIII)‏ تأليف ريك وايكمان من عام 1973.
ولعلّ أشهر الأعمال التي تناولت شخصية آن بولين هو الفيلم الأمريكي-البريطاني «بنت بولين الأخرى» (بالإنجليزية: The Other Boleyn girl)‏، والذي أُُطلق سنة 2008 للمخرج جستن تشادويك. الفيلم تناول علاقة الأختين ماري وآن بولين (تأدية الممثلة نتالي بورتمن) مع هنري الثامن ملك إنجلترا. وقد نقل الفيلم إلى السينما الرواية المشهورة للكاتبة الكينية فيليبا غريغوري والتي حملت نفس العنوان.

### للمزيد من القراءة
- Anne Boleyn, a Music Book, and the Northern Renaissance Courts: Music Manuscript 1070 of the Royal College of Music, London" Ph.D., Musicology, University of Maryland, 1997 ISBN 0-591-46653-8
- The Politics of Marriage by David Loades (1994)
- The Lady in the Tower: The Fall of Anne Boleyn by Allison Weir. (ردمك 978-0-224-06319-7)
- The Hever Castle Guide Book

## وصلات خارجية
- آن بولين على موقع الموسوعة البريطانية (الإنجليزية)
- آن بولين على موقع ميوزك برينز (الإنجليزية)
- آن بولين على موقع إن إن دي بي (الإنجليزية)
- آن بولين على موقع أول ميوزيك (الإنجليزية)
- آن بولين على موقع ديسكوغز (الإنجليزية)
- ملفات آن بولين
- آن بولين في صالة كنيسة نورفولك، المملكة المتحدة
- لائحة الاتهامات الموجهة لآن بولين وغيرها من كنوز آل تيودور المحفوظة، معروضة على شبكة الإنترنت بمناسبة مرور 500 سنة على اعتلاء هنري الثامن عرش إنجلترا

| المناصب السياسية       | المناصب السياسية                                           | المناصب السياسية |
| ---------------------- | ---------------------------------------------------------- | ---------------- |
| سبقه كاثرين الأراغونية | قرينة ملك إنجلترا سيدة إيرلندا 28 مايو 1533 – 17 مايو 1536 | تبعه جين سيمور   |